# Liquid Tension Experiment (album)
A Liquid Tension Experiment az amerikai Liquid Tension Experiment debütáló albuma, mely 1998-ban jelent meg a Magna Carta kiadásában. A John Petrucci (gitár), Mike Portnoy (dob), Jordan Rudess (billentyűs hangszerek) és Tony Levin (basszusgitár, chapman stick, nagybőgő) alkotta zenekar első lemeze teljesen instrumentális zenét tartalmaz, melyen a progresszív metal és a jazz keveréke hallható.
Ugyan a dalokban nagy szerepet kap a zenészek virtuozitása, ennek ellenére kerek, megjegyezhető dalok születtek, miáltal a rajongók és a kritikusok is kedvezően fogadták az albumot.

## Számlista
|     | Cím                                   | Hossz |
| --- | ------------------------------------- | ----- |
| 1.  | Paradigm Shift                        | 8:55  |
| 2.  | Osmosis                               | 3:26  |
| 3.  | Kindred Spirits                       | 6:30  |
| 4.  | The Stretch                           | 2:01  |
| 5.  | Freedom of Speech                     | 9:19  |
| 6.  | Chris and Kevin's Excellent Adventure | 2:22  |
| 7.  | State of Grace                        | 5:02  |
| 8.  | Universal Mind                        | 7:53  |
| 9.  | Three Minute Warning                  | 8:20  |
| 10. | Three Minute Warning                  | 4:03  |
| 11. | Three Minute Warning                  | 5:19  |
| 12. | Three Minute Warning                  | 4:21  |
| 13. | Three Minute Warning                  | 6:31  |

## Érdekességek
- A State of Grace című dal szerepelt Jordan Rudess és John Petrucci közös albumán, a 2000-ben megjelent An Evening with John Petrucci and Jordan Rudess címűn .
- A Paradigm Shift és az Universal Mind egyes részletei hallhatóak a Dream Theater Live at Budokan című koncertanyagán hallható Instrumedley című tételben is.
- A lemezen hallható dalok fő vezérmotívumait már előre megírták, ezért Levin a többiekkel ellentétben mindenképpen szeretett volna rögzíteni egy spontán dzsemmelést. Így született meg a több, mint 28 perces, többtételes Three Minute Warning, mely teljes egészében improvizációkat tartalmaz. A CD hátsó borítóján szöveg figyelmezteti a hallgatót, hogy abban az esetben ha valaki türelmetlen, vagy nem nyitott az extrém zenei megoldásokra, akkor a Three Minute Warning kezdete előtt kapcsolja ki a lejátszót.[1]
- Az Universal Mind egyes billentyűs momentumait Ruddess gyakran beépítette saját szólójába is a Dream Theater koncerteken.
- Az Universal Mind című dalban Ruddess a Heart and Soul című dalt is megidézi , de emellett az Entry Of The Gladiators című katonai indulóból is hallhatóak részletek.
- A Chris and Kevin's Excellent Adventure című dal a közhiedelemmel ellentétben nem a korábbi Dream Theater zenészekre, Chris Collins-ra és Kevin Moore-ra utal, hanem a Bill és Ted zseniális kalandja című amerikai vígjátékra.

## Közreműködők
- John Petrucci – gitár
- Mike Portnoy – dob
- Tony Levin – basszusgitár, chapman stick, nagybőgő
- Jordan Rudess - billentyűs hangszerek
- producer: Liquid Tension Experiment